# جنگل اورلئان
جنگل اورلئان (به فرانسوی: Forêt d'Orléans) یک منطقهٔ مسکونی و جنگل در فرانسه است که در لوآره واقع شده‌است.

## جغرافیا
جنگل اورلئان بیشتر از ۵۰۰۰۰ هکتار وسعت دارد که ۳۵۰۰۰ هکتار آن جنگل ملی محسوب میشود و مابقی آن خصوصی است. این جنگل بطور واقعی بزرگترین جنگل ملی فرانسه است که در امتداد شمال رودخانه لوآره در قوسی به طول ۶۰ کیلومتر، از اورلئان تا جی‌ان، و ۵ تا ۲۰ کیلومتر عرض امتداد دارد.